# 芬兰共产党
芬兰共产党（芬蘭語：Suomen Kommunistinen Puolue，缩写为SKP）是芬兰历史上的一个共产主义政党。该党成立于1918年，1944年合法化，1992年解散。

## 历史
1939年至1940年冬季战争期间，虽然苏联以解放芬兰工人的名义建立了傀儡政权芬兰民主共和国，但多数芬兰共产党党员站在芬兰政府一边抵抗苏联对芬兰的侵略。身在瑞典的芬共总书记阿尔沃·图奥米宁也号召芬共党员不要协助苏联并抵抗芬兰侵略。
冷战时期，是该党发展的黄金时期。1958年，该党的外围组织芬兰人民民主联盟在1958年芬兰议会选举中获得约23%的选票，并在200个席位中赢得50个席位，成为芬兰议会中的最大党派。1960年代中期，美国国务院估计芬兰共产党党员人数约4万。
苏联解体使得该党陷入意识形态内争，加之财政破产，该党最终解散。该党的大部分成员加入左翼联盟。